# La Fage-Montivernoux
La Fage-Montivernoux is een gemeente in het Franse departement Lozère (regio Occitanie) en telt 167 inwoners (1999). De plaats maakt deel uit van het arrondissement Mende.

## Geografie
De oppervlakte van La Fage-Montivernoux bedraagt 40,8 km², de bevolkingsdichtheid is 4,1 inwoners per km².
De onderstaande kaart toont de ligging van La Fage-Montivernoux met de belangrijkste infrastructuur en aangrenzende gemeenten.

## Demografie
Onderstaande figuur toont het verloop van het inwonertal (bron: INSEE-tellingen).